# Дургенский сумон
Дургенский сумон, сумон Дурген  — административно-территориальная единица (сумон) и муниципальное образование со статусом сельского поселения в Тандинском кожууне Тывы Российской Федерации.
Административный центр сумона — село Дурген.

## Население
| 2018 |
| ---- |
| 3183 |

## Состав сумона
| № | Населённый пункт | Тип населённого пункта       | Население |
| - | ---------------- | ---------------------------- | --------- |
| 1 | Дурген           | село, административный центр |           |
| 2 | Сосновка         | село                         |           |
| 3 | Усть-Хадын       | арбан                        |           |